# Wachstumsrate
Als Wachstumsrate bezeichnet man die relative Zunahme einer Größe in einem Zeitraum (einer Periode) oder auch, bei Betrachtung mehrerer Perioden, die mittlere relative Zunahme einer Größe pro Zeitspanne.
Oft wird hierbei ein Exponentielles Wachstum angenommen. Statt mit der Wachstumsrate {\displaystyle p} wird dann meist mit dem Wachstumsfaktor {\displaystyle q=1+p} gerechnet. Eine Wachstumsrate von 23 % (also {\displaystyle p=0{,}23}) entspricht dem Wachstumsfaktor {\displaystyle q=1{,}23}.

## Definition
Die diskrete Wachstumsrate {\displaystyle p} ist die Änderung einer von der Zeit {\displaystyle t} abhängigen Größe {\displaystyle A(t)} zwischen zwei Zeitpunkten {\displaystyle t_{0}} und {\displaystyle t} relativ zu ihrem Ausgangswert {\displaystyle A(t_{0})}:
{\displaystyle p={\frac {A(t)-A(t_{0})}{A(t_{0})}}}.
Verkürzt man die Periode immer mehr hin zu ihrem Anfangszeitpunkt, bildet man also den Grenzwert, dann erhält man die stetige Wachstumsrate {\displaystyle w} zu diesem Zeitpunkt. Sie ist die momentane Änderung der Größe {\displaystyle A(t)} zu einem konkreten Zeitpunkt {\displaystyle t_{0}} relativ zu ihrem Wert {\displaystyle A(t_{0})} zu diesem Zeitpunkt.
{\displaystyle w={\frac {1}{A(t_{0})}}\cdot {\frac {dA}{dt}}(t_{0})}
Die mittlere diskrete Wachstumsrate über mehrere Zeitspannen wird durch die allgemeine Gleichung
{\displaystyle \operatorname {Wachstumsrate} (t_{0},t)=\left({\frac {A(t)}{A(t_{0})}}\right)^{\frac {1}{n}}-1}
ausgedrückt, wobei {\displaystyle n=t-t_{0}} die Anzahl der Zeitspannen zwischen {\displaystyle t_{0}} und {\displaystyle t} und {\displaystyle A(t)} die betrachtete Größe zum jeweiligen Zeitpunkt {\displaystyle t} darstellt. Hierbei handelt es sich um die Wachstumsrate aus dem geometrischen Mittel der Wachstumsfaktoren der einzelnen Perioden.

## Jährliche Wachstumsrate (Compound Annual Growth Rate)
Eine spezielle Wachstumsrate ist die jährliche Wachstumsrate (engl. Compound Annual Growth Rate, abgekürzt CAGR), eine wesentliche Kennziffer zur Betrachtung von Investitionen, Marktentwicklungen, Umsätzen etc. in der Betriebswirtschaft und in der Volkswirtschaft. Die CAGR stellt das durchschnittliche jährliche Wachstum einer betrachteten Größe dar.
Zur Berechnung wird der aktuelle Wert durch den Ausgangswert geteilt. Von dem Ergebnis wird die {\displaystyle n}-te Wurzel gezogen, wobei {\displaystyle n} die Anzahl der Jahre ist, die betrachtet werden. Die Compound Annual Growth Rate stellt also den mittleren Prozentsatz dar, um den der Anfangswert einer Zeitreihe auf hypothetische Folgewerte für die Berichtsjahre wächst, bis der tatsächliche Endwert am Ende der Berichtsperiode erreicht ist. Tatsächliche Ausschläge der Folgejahre in der Zwischenzeit wirken sich dabei nicht aus, die Wachstumsrate ist konstant.
Die Formel für die CAGR ist dieselbe wie die der Wachstumsrate, wobei bei CAGR die Größe {\displaystyle n} als Anzahl von Jahren ausgedrückt wird.
Beispiel: Eine Firma erzielt im Jahr 2004 einen Umsatz von einer Million Euro. Im Jahr 2006 beträgt der Umsatz 1,21 Millionen Euro. Die Anzahl der Zeiteinheiten {\displaystyle n} beträgt 2006–2004 = 2.
{\displaystyle \operatorname {CAGR} (2004,2006)=\left({\frac {1.210.000}{1.000.000}}\right)^{\frac {1}{2}}-1=0{,}1=10\ \%}
Die jährliche Wachstumsrate beträgt 10 %. Wenn man daher den Ausgangswert zweimal mit dem entsprechenden Wachstumsfaktor 1,1 multipliziert, erhält man den Endwert:
{\displaystyle 1.000.000\cdot 1{,}1\cdot 1{,}1=1.210.000}

## Spezifische Wachstumsrate in der Biologie
Bei exponentiellem Wachstum ist die Geschwindigkeit der Veränderung der Zellmasse ({\displaystyle {\tfrac {dX}{dt}}}) zu jedem Zeitpunkt proportional zur Zellmasse {\displaystyle X}. Die Proportionalitätskonstante wird als spezifische Wachstumsrate {\displaystyle \mu } bezeichnet:
{\displaystyle {\frac {dX}{dt}}=\mu X}
Andere zur Beschreibung von Fermentationsprozessen benutzte Kenngrößen sind die spezifische Produktbildungsrate und der spezifische Substratverbrauch.

## Beziehung zur Wachstumskonstanten λ
Wird zur mathematischen Beschreibung des Exponentiellen Wachstums einer zeitabhängigen Größe {\displaystyle A(t)} eine Funktion der Form
{\displaystyle A(t)=A_{0}\cdot \left(1+p\right)^{t/T}=A_{0}\cdot q^{t/T}=A_{0}\cdot e^{rt/T}}
mit einer explizit aufgeführten Zinsperiode (z. B. {\displaystyle T=1\ {\text{Jahr}}}) verwendet, so kann die Periodendauer {\displaystyle T} in die Wachstumskonstante {\displaystyle \lambda } umgerechnet werden:
{\displaystyle A(t)=A_{0}\cdot e^{\lambda t}\quad {\text{mit}}\quad \lambda ={\frac {r}{T}}={\frac {\ln(q)}{T}}={\frac {\ln(1+p)}{T}}}
Die Wachstumskonstante {\displaystyle \lambda } hat das Formelzeichen der Wellenlänge und die Dimension einer Frequenz. Sie hat in der Regel denselben Zahlenwert wie die Zahl {\displaystyle r}, die auch als Wachstumskonstante (oft mit dem Symbol {\displaystyle k}) oder als Rate {\displaystyle r} bezeichnet wird, da sie für kleine Prozentsätze unter 10 % näherungsweise gleich der Wachstumsrate {\displaystyle p} ist:
{\displaystyle r=\ln(1+p)\approx p\quad {\text{falls}}\quad |p|<0{,}1}